# Choice Provisions
Pour les articles homonymes, voir Choice.
Choice Provisions, anciennement Gaijin Games, est un studio de développement de jeux vidéo indépendant connu pour la série Bit.Trip. Situé à Santa Cruz, le studio est fondé en 2007 par Alex Neuse, Mike Roush, et Chris Osborn.
Le 6 juin 2014, le studio Gaijin Games se donne le nouveau nom de Choice Provisions et renomme sa filiale Robotube en MiniVisions. Le précédent nom posant problème : Gaijin veut dire « étranger » en japonais, et le studio pouvait être confondu avec Gaijin Entertainment (éditeur russe de jeux vidéo, créateur de War Thunder).

## Jeux développés

### BIT.TRIP
| Titre                                                     | Date              | Platforme(s)                                                                       | Notes                                                              |
| --------------------------------------------------------- | ----------------- | ---------------------------------------------------------------------------------- | ------------------------------------------------------------------ |
| BIT.TRIP BEAT                                             | 16 mai 2009       | WiiWare, PC/Mac, iPhone/iPad                                                       |                                                                    |
| BIT.TRIP CORE                                             | 6 juillet 2009    | WiiWare, PC/Mac                                                                    |                                                                    |
| BIT.TRIP VOID                                             | 27 octobre 2009   | WiiWare, PC/Mac                                                                    |                                                                    |
| BIT.TRIP RUNNER                                           | 14 mai 2010       | WiiWare, PC/Mac/Linux                                                              |                                                                    |
| BIT.TRIP FATE                                             | 25 octobre 2010   | WiiWare, PC/Mac/Linux                                                              |                                                                    |
| BIT.TRIP FLUX                                             | 25 février 2011   | WiiWare, PC/Mac/Linux                                                              |                                                                    |
| BIT.TRIP SAGA                                             | 13 septembre 2011 | Nintendo 3DS                                                                       | Compilation des six jeux BIT.TRIP originels                        |
| BIT.TRIP COMPLETE                                         | 13 septembre 2011 | Wii                                                                                | Compilation améliorée des six jeux BIT.TRIP originels              |
| Bit.Trip Presents Runner 2: Future Legend of Rhythm Alien | 26 février 2013   | PlayStation Network, Xbox Live Arcade, Wii U, PC/Mac/Linux                         | Suite HD de BIT.TRIP RUNNER                                        |
| The Bit.Trip                                              | 5 décembre 2015   | PlayStation Vita, PlayStation 3, PlayStation 4                                     | Compilation améliorée des six jeux BIT.TRIP originels              |
| Runner3                                                   | 22 mai 2018       | PlayStation 4, Xbox One, Microsoft Windows, macOS, Nintendo Switch, Mac OS Classic | Suite de Bit.Trip Presents Runner 2: Future Legend of Rhythm Alien |

### Autres
| Titre                                     | Date              | Plateforme(s)                                              | Notes                                                                   |
| ----------------------------------------- | ----------------- | ---------------------------------------------------------- | ----------------------------------------------------------------------- |
| Lilt Line                                 | 13 décembre 2010  | WiiWare, iOS                                               | Adaptations WiiWare et iOS, initialement développée par Different Cloth |
| Bloktonik                                 | 15 juin 2011      | iPad                                                       | Adaptation iOS, initialement développée par Robotube Games              |
| Woah Dave!                                | 30 octobre 2014   | Nintendo 3DS, PSVita, PC/Mac/Linux, iOS, FireTV, Ouya      | Développé par MiniVisions                                               |
| Laserlife                                 | 22 septembre 2015 | PC/Mac/Linux                                               | Développé par Choice Provisions                                         |
| Tharsis                                   | 12 janvier 2016   | PC/Mac/Linux, Android, iOS                                 | Développé par Choice Provisions                                         |
| Drive! Drive! Drive                       | 13 décembre 2016  | Microsoft Windows, PlayStation 4, PlayStation Vita         | Développé par Different Cloth                                           |
| Space Dave!                               | 25 janvier 2018   | Microsoft Windows, Mac, Nintendo 3DS, PlayStation 4, Linux | Développé sous le label MiniVisions                                     |
| Bubsy: Paws on Fire                       | 16 mai 2019       | Microsoft Windows, Nintendo Switch, PlayStation 4          | Développé par Choice Provisions                                         |
| Hextech Mayhem: A League of Legends Story | 16 novembre 2021  | Microsoft Windows, Nintendo Switch                         | Développé par Choice Provisions                                         |